# Communauté d'agglomération Seine-Défense
Pour les articles homonymes, voir CASD.
La communauté d'agglomération Seine-Défense (CASD) est un ancien établissement public de coopération intercommunale créé le 1er janvier 2011. Elle était située dans le département des Hauts-de-Seine, dans la région Île-de-France, en France.
Dans le cadre de la mise en œuvre de la métropole du Grand Paris le 1er janvier 2016, la communauté d'agglomération a été dissoute et ses communes intégrées dans l'établissement public territorial Paris Ouest La Défense.

## Historique
La communauté d'agglomération a été créée au 1er janvier 2011 par les communes de Puteaux et de Courbevoie.
Dans le cadre de la mise en place de la métropole du Grand Paris, la loi portant nouvelle organisation territoriale de la République du 7 août 2015 (Loi NOTRe) prévoit la création d'établissements publics territoriaux (EPT), qui regroupent l'ensemble des communes de la métropole à l'exception de Paris, et assurent des fonctions de proximité en matière de politique de la ville, d'équipements culturels, socioculturels, socio-éducatifs et sportifs, d'eau et assainissement, de gestion des déchets ménagers et d'action sociale. Les EPT exercent également les compétences que les communes avaient transférées aux intercommunalités supprimées.
L'établissement public territorial Paris Ouest La Défense a  été créé par un décret du 11 décembre 2015. Il succède à la Communauté d'agglomération du Mont-Valérien, à la Communauté d'agglomération Seine-Défense et à la Communauté d'agglomération Cœur de Seine, et regroupe 11 communes du centre du département des Hauts-de-Seine.

## Géographie

### Territoire communautaire
La communauté d'agglomération se situait dans la proche banlieue de l'ouest de Paris. C'est sur son territoire s'étendant le long de la Seine, qu'est situé le quartier d'affaires de la Défense. 

### Composition
La communauté d'agglomération Seine-Défense était composée de deux communes :
| Nom                | Code Insee | Gentilé        | Superficie (km2) | Population (dernière pop. légale) | Densité (hab./km2) |
| ------------------ | ---------- | -------------- | ---------------- | --------------------------------- | ------------------ |
| Courbevoie (siège) | 92026      | Courbevoisiens | 4,17             | 84 658 (2014)                     | 20 302             |
| Puteaux            | 92062      | Putéoliens     | 3,19             | 44 506 (2014)                     | 13 952             |

### Démographie
| 2010    | 2012    | 2013    |
| ------- | ------- | ------- |
| 132 222 | 131 368 | 132 464 |

## Organisation

### Siège
L'intercommunalité avait son siège en mairie de Courbevoie.

### Élus
Au conseil communautaire, chacune des deux communes était représentée par 15 membres issus de leurs conseils municipaux. Cette communauté d'agglomération était la seule du département des Hauts-de-Seine dont l'assemblée intercommunale ne comprenait aucun conseiller municipal issu des groupes de l'opposition des deux communes.

### Liste des présidents
| Période                                  | Période          | Identité    | Étiquette | Qualité |
| ---------------------------------------- | ---------------- | ----------- | --------- | --- |
| Les données manquantes sont à compléter. |                  |             |           | |
| 2014                                     | 31 décembre 2015 | Éric Cesari | UMP       | Maire-adjoint de Courbevoie Vice-président de Defacto ( ? → ) Maire-adjoint de Rouen (2001 → 2008) Vice-président de l'agglomération de Rouen (2004 → 2008) |

### Compétences
L'intercommunalité exerçait les compétences qui lui avaient été transférées par les communes membres.

### Régime fiscal et budget
La communauté d'agglomération était financée par la fiscalité professionnelle unique (FPU). Celle-ci a succédé a la Taxe professionnelle unique (TPU), et assure une péréquation fiscale entre les communes regroupant de nombreuses entreprises et les communes résidentielles.

## Pour approfondir